# Криптомнезия
Криптомнези́я (от др.-греч. κρυπτός — "скрытый", "тайный" + μνήμη — "память", "воспоминание") — расстройство памяти (парамнезия), характеризующаяся нарушением способности дифференцировать источники информации. Криптомнезия проявляется в неспособности индивида определить, было ли событие частью реального опыта или возникло в результате воображения, сновидения либо восприятия чужого творчества. Например, человек может ошибочно приписать себе авторство стихотворения, воспроизводя текст, воспринятый от другого лица, или спутать реальное посещение мероприятия с рассказом о нём.
Ключевая особенность криптомнезии — искажение атрибуции информации: внешние впечатления, полученные в прошлом, позже интерпретируются как продукт собственной мыслительной деятельности. Это нарушение демонстрирует сложность когнитивных процессов, связанных с верификацией источников памяти, и подчёркивает ранимость границ между субъективным опытом и объективной реальностью в структуре человеческого сознания.
Криптомнезия проявляется, когда забытые воспоминания возвращаются в сознание, но не распознаются как прошлое переживание. В этом случае человек убеждён, что породил новую идею самостоятельно, тогда как на деле происходит ложное приписывание авторства. Такое искажение памяти может приводить к тому, что человек ошибочно утверждает, будто сам создал мысль, музыкальный мотив или юмористический образ, не осознавая их заимствованного происхождения. Подобные ситуации не связаны с преднамеренным плагиатом, а обусловлены нарушением механизмов атрибуции информации: восстановленные из памяти фрагменты воспринимаются как спонтанное творчество.

## Первоначальное понимание
Первый документально зафиксированный случай криптомнезии датируется 1874 годом и связан с деятельностью британского медиума Стэйнтона Мозеса.

Термин «криптомнезия» был введён швейцарским психологом Теодором Флурнуа в ходе изучения феномена «автоматического письма» у медиума Элен Смит. Её тексты, якобы описывавшие реинкарнации и контакты с марсианской цивилизацией, Флурнуа интерпретировал как результат подсознательной реконструкции. Так, «марсианский» язык, используемый Смит, оказался стилистически близок к её родному французскому, а содержание откровений — основанным на забытых литературных источниках. Это исследование подтвердило гипотезу о том, что криптомнезия может служить механизмом формирования псевдооригинальных нарративов. Флурнуа описал криптомнезию как тенденцию к неосознанному воспроизведению скрытых воспоминаний, которые, проходя через подсознательную трансформацию, приобретают видимость оригинальных мыслей или образов. По его наблюдениям, подобные процессы схожи с теми, что происходят во время сновидений, где фрагменты реального опыта переосмысливаются и интегрируются в новые контексты.
Карл Густав Юнг включил изучение криптомнезии в свою диссертацию «О психологии и патологии так называемых оккультных феноменов» (1902) и развил идею в статье «Криптомнезия» (1905). Он предположил, что элементы этого феномена можно обнаружить в творчестве Фридриха Ницше, в частности в произведении «Так говорил Заратустра», где авторские идеи сочетаются с переработанными культурными архетипами. Позднее тему криптомнезии исследовали или упоминали в своих трудах венгерский психолог Геза Дьюкс, австрийские психоаналитики Сандор Ференци и Вильгельм Штекель, а также Зигмунд Фрейд, который рассматривал её в контексте дискуссий об оригинальности психоаналитических концепций.

## Экспериментальное исследование
В первом эмпирическом исследовании криптомнезии люди, разделённые на группы, по очереди создавали примеры категорий (например, виды птиц: попугай, канарейки и т. д.). Позже их попросили создать новые экземпляры в тех же категориях, которые ранее не были произведены, а также вспомнить, какие слова они сгенерировали сами. Люди непреднамеренно выдавали чужие идеи за свои около 3-9% от всего времени, либо перерабатывая мысли другого человека, либо ложно считая чью-то мысль своей собственной. Аналогичные эффекты были повторно получены с помощью других задач, таких как поиск слова в головоломке, и в мозговых штурмах. 
Исследование выделило два вида криптомнезии, хотя они часто изучаются одновременно. Различие между этими двумя типами плагиата заключается в вопросе: из-за какого смещения в памяти всё происходит — мысли или мыслителя? 
Первый тип смещения связан с чувством знакомого. Плагиатор регенерирует идею, которая уже была представлена ранее, но считает, что идея — его оригинальное творение. Повторно воспроизведённая идея может быть чужой или восстановившейся из прошлого. Б. Ф. Скиннер описывает свой собственный опыт заимствования собственных идей:
«Одно из самых печальных событий старости — это обнаружить, что открытие, которое вы только что сделали, — открытие настолько значительное, настолько прекрасное — было сделано вами в работе, давным-давно опубликованной».
Второй тип криптомнезии является результатом ошибки авторства, из-за которой идеи других запоминаются как свои собственные. В этом случае плагиатор правильно понимает, что идея происходит из более раннего времени, но ложно мнит себя её источником (или, потеряв конкретное воспоминание об упоминании идеи в печати или разговоре, предполагает, что сам «дошёл» до этой оригинальной идеи)
Существуют различные термины для различения этих двух форм плагиата: «occurrence forgetting — source forgetting» (забывание случаев, забывание источника) и «generation errors — recognition errors» (ошибки генерации, ошибки распознавания). Данные два типа криптомнезии считаются независимыми: между частотами появления ошибок не было выявлено никакой связи, оба типа вызваны различными причинами.

## Причины
Чаще всего криптомнезия происходит, когда ухудшается способность контролировать источники надлежащим образом. Например, люди более склонны ложно считать идеи своими собственными, если они находились под большой когнитивной нагрузкой в тот момент, когда впервые рассматривали идею. 
Плагиат возрастает, когда люди находятся вдали от первоначального источника идеи, и уменьшается, когда участникам специально поручено обратить внимание на происхождение их идей. 
Ложные утверждения также более распространены для идей, первоначально предложенных лицами того же пола, предположительно потому что воспринимаемое подобие самости между людьми одного пола усугубляет источник путаницы. 
В других исследованиях было обнаружено, что также важен тайминг идеи: если другой человек производит идею непосредственно перед тем, как самость создаёт идею, идея другого человека с большей вероятностью будет названа его собственной якобы потому, что человек слишком занят, готовясь, в свою очередь, досконально отслеживать источник информации.

## Значение
Как пояснил Карл Юнг, в работе «Человек и его символы»:
«Автор может писать строго по заранее составленному плану, работая над аргументацией и развивая сюжетную линию, как вдруг у него иссякают идеи. Возможно, свежая идея посетит его, или другое изображение, или совершенно новый сюжетный виток. Если вы спросите его, что побудило временный коллапс, он не сможет вам внятно ответить. Вероятно, он даже не заметил изменения, хотя он теперь уже создал материал, совершенно свежий и, по-видимому, неизвестный ему до этого момента. Однако иногда можно убедительно доказать, что то, что он написал, имеет поразительное сходство с работами другого автора — произведения, которое, как он считает, он сам никогда не видел».
История из рассказа Хорхе Луиса Борхеса «Пьер Менар, автор „Дон Кихота“» представляет собой метафиктивное принятие криптомнезии. Эта работа написана в виде обзора или литературной критической части о (несуществующем) Пьере Менаре. Она начинается с краткого введения и перечня всех работ Менара.
«Обзор» Борхеса описывает этого французского писателя двадцатого века (Менара), приложившего усилие, чтобы идти дальше, чем просто «перевести» «Дон Кихота». Он погрузился так тщательно, что фактически смог «воссоздать» его, линия за линией, на оригинальном испанском языке 16-го века. Таким образом, Пьер Менар часто используется, когда поднимаются вопросы и дискуссии о природе точного перевода. Или, в данном случае, герменевтики криптомнезии.

## Случаи

### Ницше
Юнг приводит следующий пример в работе «Человек и его символы». Книга Фридриха Ницше «Так говорил Заратустра» включает в себя почти дословный пересказ событий, вошедших в книгу, изданную около 1835 года, за полвека до Ницше. Это не считается ни целенаправленным плагиатом, ни чистым совпадением: сестра Ницше подтвердила, что Ницше действительно прочитал первоначальный текст, когда ему было 11 лет. Интеллектуальная доблесть молодого Ницше, его последующие когнитивное вырождение из-за нейросифилиса и сопутствующие ухудшения психологического состояния (в частности, его преувеличенная помпезность, что проявляется в его более позднем поведении и сочинениях) вместе усилили вероятность того, что он случайно совершил переход к памяти на начальном этапе чтения. Позже, после того, как потерял воспоминания о прочтении текста, Ницше предполагал, что данное произведение создал его собственный ум.

### Байрон
В некоторых случаях грань между криптомнезией и духом времени (сравните понятие множественного открытия в науке) может быть несколько туманна. Читатели драмы лорда Байрона «Манфред» отметили сильное сходство с «Фаустом» Гёте. В обзоре, опубликованном в 1820 году, Гёте писал:
«Трагедия Байрона „Манфред“ была для меня замечательным явлением, которое глубоко тронуло меня. Этот единственный поэт-интеллектуал впитал в себя моего „Фауста“ и извлёк из него странное топливо для своего ипохондрического юмора. Он по-своему использовал побудительные принципы, для своих собственных целей, так что ни один из них не остаётся неизменным; и особенно поэтому я не могу достаточно восхититься его гением».
Байрон был, по-видимому, благодарен за комплимент; тем не менее он утверждал, что никогда не читал Фауста.

### Барри
Джеймс Мэтью Барри, создатель «Питера Пэна», был осведомлён о возникновении криптомнезии. В «Питере и Венди» Венди пришивает тень Питера на место, что делает его очень счастливым, но он сразу начинает считать, что это он прикрепил собственную тень:
«Какой я умный», — пропел он восхищённо. «О, какой же я сообразительный!»
Питер обладает рядом других клинически точных особенностей памяти, что позволяет заключить, что Барри рассматривал поведение Питера как расстройство памяти, а не эгоцентризм.

### Стивенсон
Роберт Луис Стивенсон через несколько лет после публикации «Острова сокровищ» писал об особенностях создания романа:
… Я остановился на сложной главе. Нет сомнения, что у Робинзона Крузо был когда-то попугай; что скелет вдохновлён Эдгаром По. Я мало думаю об этом, всё это мелочи и детали; и никто не может надеяться присвоить скелеты или говорящих птиц. Частокол, как мне сказали, взят из «Крушения „Великого Океана“». Возможно, мне всё равно. Эти полезные авторы подтверждают слова поэта: уходя, они оставили следы на песках времени, следы, которые, возможно, чьи-то ещё — и я был этим другим! Это мой долг перед Вашингтоном Ирвингом, который занимает мой ум, и справедливо, ибо я считаю, плагиат редко заходил далеко. Я случайно подобрал «Сказки Путешественника» несколько лет назад с целью изучить антологию прозы рассказа, и книга захватила и увлекла меня: Билли Бонс, его грудь, компания в гостиной, весь внутренний дух, и немало материала, деталей из моих первых глав — всё оттуда, всё — собственность Вашингтона Ирвинга. Но я не догадывался об этом тогда, когда сидел и писал у камина, который, казалось, источал свежие приливы вдохновения; ни теперь, изо дня в день, после обеда, когда я читаю вслух мою утреннюю работу семье. Сочинённое мне казалось оригинальнее всего на свете; казалось, оно принадлежит мне, как мой правый глаз…

### Харрисон
Прецедент в США об авторском праве с 1976 года не был склонен рассматривать предполагаемую криптомнезию как нечто отличающееся от умышленного плагиата. Судебный случай «Bright Tunes Music» против «Harrisongs Music», когда издатель «He’s So Fine», написанного и составленного Рональдом Маком, продемонстрировал суду, что Джордж Харрисон заимствовал существенную часть песни «My Sweet Lord» от «He’s So Fine». Суд признал ущерб, несмотря на утверждение, что копирование было подсознательное. Это решение было оставлено в силе и во втором судебном разбирательстве «ABKCO Music» против «Harrisongs Music», а также в случае «Three Boys Music» против «Michael Bolton», что лишь закрепило данный принцип.

### Маккалоу
В 1987 году австралийка Колин Маккалоу, автор «Поющих в терновнике», опубликовала новеллу «Леди из Миссалонги». Критики обвинили её в плагиате произведения Люси Мод Монтгомери «Лазоревый замок» (1926). Маккалоу признала, что прочитала произведения Монтгомери в своей юности, но приписывала сходство подсознательным воспоминаниям.

### Эко
В лекции Interpretation and Overinterpretation Умберто Эко описывает, как среди своей большой коллекции заново открыл одну античную книгу, которая очень походила книгу, изображенную им в романе «Имя розы».
«Я купил эту книгу в юности и, прочитав её, понял, что она исключительно позорна, затем поставил куда-то на полку и забыл про неё. Но какой-то внутренней камерой я сфотографировал эти страницы, и десятилетиями образ этих ядовитых страниц хранился в отдалённой части моей души, как в могиле, до момента их нового появления (я не знаю причины), а я решил, что я придумал это сам».

## В кинематографе
- Цареубийца (фильм) с Олегом Янковским и Малкольмом Макдауэллом;
- Секретные материалы (сериал) — сезон 2, эпизод 12.